# 역사수정주의
역사수정주의(歷史修正主義, 영어: historical revisionism)란 한 역사적 사건을 둘러싼 기존의 시각을 재해석하는 역사학의 한 분야이다. 수정주의자들은 주류 역사학의 시각이 많은 부분에서 잘못되었고, 이를 '수정'할 필요성이 있다고 역설한다. 일부 수정주의자들은 주류 사학계의 해석 뿐만 아니라 널리 알려진 역사적 사실을 받아들이기 거부하기도 한다.

## 예시
다음은 일부 역사적 사실에 대한 수정주의자들의 주장을 요약, 정리한 것이다.

### 암흑 시대
웨일스어, 고이델어와 같은 비(非)라틴어 문헌들이 분석됨에 따라, 보통 '암흑 시대'로 여겨왔던 시대의 기간은 대폭 축소되었다. 이에 따라 수정주의자들은 더 이상 '암흑 시대'라는 말의 유용성이 사라졌다고 본다. 또한 '암흑'이라는 말 역시 중세 유럽에 문화와 법이 부재했다는 사실을 말하기보다는, 사료가 부족함을 뜻하는 표현이라고 주장한다.

### 아쟁쿠르 전투
기존의 학설로는 아쟁쿠르 전투에서 잉글랜드 왕국의 군대가 4배가 넘는 프랑스 왕국의 군대를 압도하였다고 되어 있다. 이는 셰익스피어의 작품 '헨리 5세'에도 잘 나타나 있다. 그러나 앤 커리(Anne Curry) 등이 참여한 최근의 연구에 따르면, 프랑스군은 잉글랜드와 웨일스 연합군의 1.5배에 지나지 않았고, 기존의 숫자는 영국이 애국심 고양의 차원에서 부풀린 것이다.

### 신대륙 발견
기존의 주류 사학계에서는 아메리카의 유럽 식민지화 과정을 다루면서 선주민들에 거의 주목하지 않았다. 크리스토퍼 콜럼버스에 의한 '신대륙 발견'이라는 표현 역시 이러한 기존의 시각을 반영한 것이다. 하지만 최근의 연구자들은 유럽의 식민화가 선주민들에게 끼친 영향에 대해 다각도로 분석하고 있다. 일부 수정주의 역사가들은 콜럼버스를 범죄자이자 학살자로 보고 있으며 (예: 하워드 진), 아메리카 대륙의 선주민들에 대한 연구 역시 활발하게 진행되어 잉카, 아즈텍 이전의 선주민 문명에 대한 연구가 많이 발표되고 있다.

## 같이 보기
- 성서비평학
- 의사 역사학
- 역사 부정주의(historical negationism)